# Arcanista
Il termine arcanista (dal tedesco Arkanist, a sua volta dal latino arcanum cioè segreto) era usato nel XVIII e nel XIX secolo per indicare un chimico impiegato nella produzione di porcellana. Il nome deriva dal fatto che la tecnica per produrre la porcellana era considerata un segreto di Stato.
Agli inizi del XVIII secolo, quando ancora non si era riusciti a produrre porcellana in Europa, il compito primario dell'arcanista era di preparare l'impasto per porcellana e ottenere una buona cottura, occupandosi direttamente o sovrintendendo alla ricerca dei pigmenti per le decorazioni pittoriche, alla doratura e l'invetriatura.
Noti arcanisti furono  Ehrenfried Walther von Tschirnhaus e Johann Friedrich Böttger, gli scopritori della porcellana europea.
Anche i fonditori dei metalli e i vetrai venivano indicati con il nome di arcanisti.